# Vulpes lagopus pribilofensis
Vulpes lagopus pribilofensis (sin. Alopex lagopus pribilofensis Merriam, 1902),  podrvrsta arktičke ili polarne lisice s otočja Pribilof u Beringovom moru koju je opisao Merriam, 1902.
Arktička lisica je na ovim otocima jedna od tri izvorne vrste sisavaca, ostale dvije su rovka Sorex pribilofensis i leming Lemmus nigripes (Lemmus sibiricus), dok su ostali sisavci naknadno uvezeni. Lisica živi na oba otoka Saint Paul i Saint George.
- Vulpes lagopus pribilofensis ljeti
- Vulpes lagopus pribilofensis ljeti